# Monty Roberts

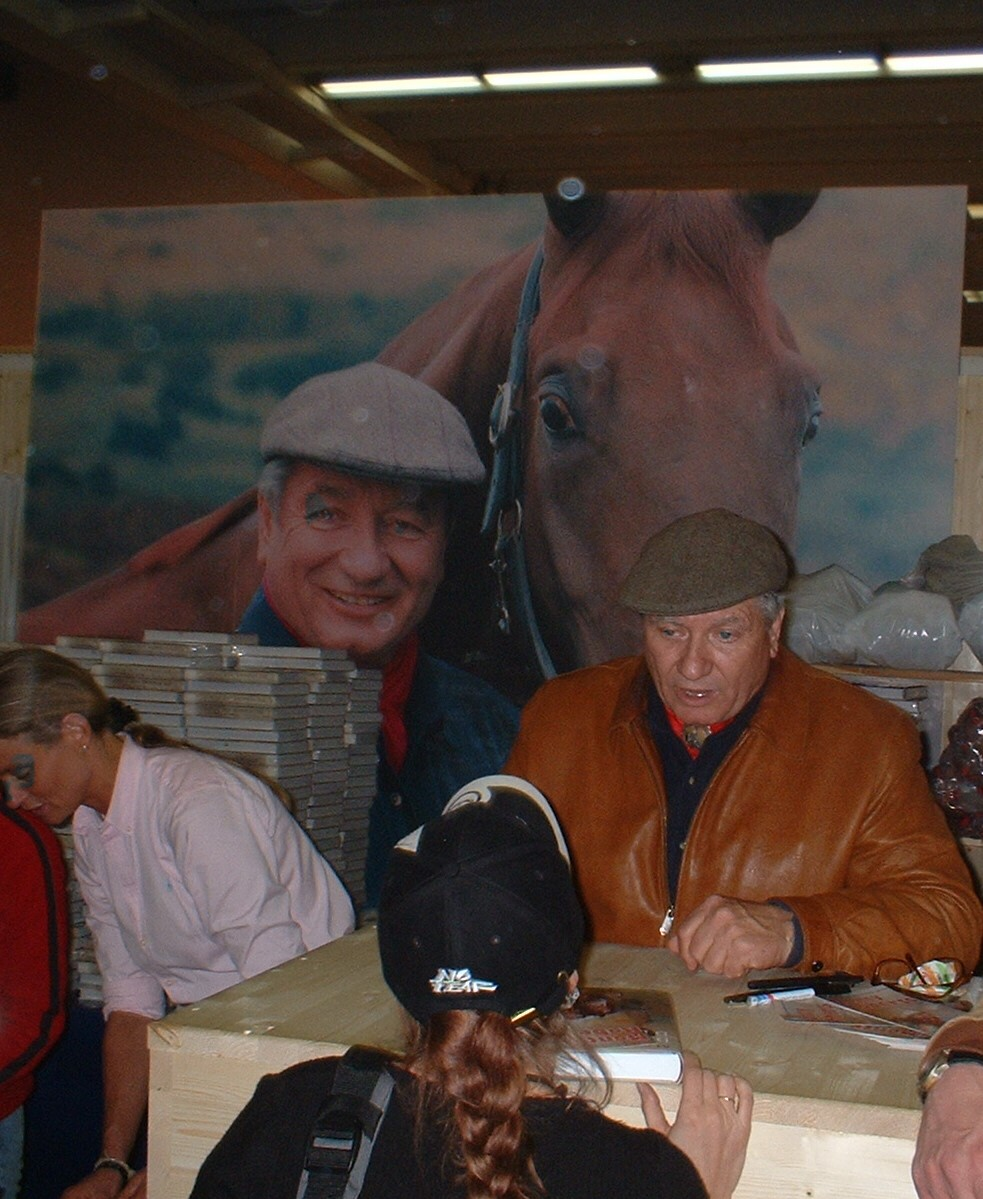
Monty Roberts under ett besök i Tyskland, 2003

Monty Roberts, född Marvin Earl Roberts 14 maj 1935 i Salinas, Kalifornien, är en hästtränare som, bland annat, blivit berömd för sina hästträningsmetoder.
Han är son till Marvin Roberts som tämjde hästar på det klassiska viset, genom att bryta ner (engelska: break) hästens psyke. Roberts tyckte detta var en grym metod där våld ofta förekom. I boken Mannen som lyssnar till hästar (ISBN 91-37-11752-1) berättar Monty hur han observerade vilda hästar, lärde sig deras "tysta språk" som han kallade Equus och utvecklade därmed en alternativ metod för att tämja dem.
Grundidén är att låta hästen komma till människan på hästens egna villkor och därifrån låta sig tämjas utan någon form av våld. Med detta i tanke genomförde Roberts ett försök som bevakades av ett filmteam. Monty Roberts fångade och red in en vild mustang. Metoden har även dokumenterats i bokform, Shy Boy, hästen som kom in från det vilda (ISBN 91-37-11830-7). Dessutom har Monty Roberts skrivit flera böcker där han utförligt beskriver sina metoder och hästspråket Equus.
Monty har fått flera pris från American Society for the Prevention of Cruelty to Animals, mer kända som ASPCA. År 2002 belönades Monty med titeln hedersdoktor i djurpsykologi vid universitetet i Zürich, Schweiz.